# Ady Gil
Ady Gil è stato un trimarano da primato, varato con il nome di Earthrace nel 2006.
Concepito per l'ambizioso obiettivo di circumnavigare il globo con un mezzo a basso impatto ambientale (l'Earthrace era infatti equipaggiato con una coppia di motori alimentati a biodiesel), viene, a fine 2009, acquistato e ribattezzato Ady Gil dalla Sea Shepherd, organizzazione ambientalista non-profit, per operazioni di disturbo nei confronti della flotta nipponica di baleniere.
Proprio durante una di queste operazioni, il 7 gennaio 2010, la Ady Gil è affondata in seguito ad una collisione con la baleniera giapponese Shōnan Maru 2.